# Ángel Nieto Jr
Ángel Nieto Aguilar (Madrid, 19 novembre 1976) è un pilota automobilistico e pilota motociclistico spagnolo ritiratosi dall'attività agonistica.

## Carriera
Figlio del pluricampione iridato Ángel, fa parte di una famiglia che comprende altri piloti motociclistici come il fratello Pablo e il cugino Fonsi.
Per quanto riguarda il motomondiale, esordisce nella stagione 1995 in classe 125 con una Yamaha del team Aspar Cepsa. Nel 1996, confermato dal team Aspar, passa a competere con una Aprilia senza cambiare classe; in nessuno dei primi due anni raggiunge risultati tali da ottenere dei punti in classifica del mondiale.
Nel motomondiale 1997 ottiene i suoi primi risultati in classifica e conclude la stagione al 26º posto; nel motomondiale 1998 raggiunge invece la 19ª posizione. Nel motomondiale 1999 passa alla guida di una Honda e conclude il campionato al 22º posto, nel 2000 al 15º e nel 2001 al 16º. Nel 2002 passa all'automobilismo, correndo nella World Series by Renault. Nel 2003 corre nella Formula 3, a bordo di una Dallara. Nel 2007 corre nella Mitjet Series.
Nel 2008 diventa direttore di un team della KTM che gareggia nella classe 125 e nel 2009 è gestore, insieme al fratello Pablo, del team Grupo Francisco Hernando in MotoGP, con pilota Sete Gibernau su Ducati Desmosedici. Il team si ritira però dal mondiale prima della fine dell'anno.

## Risultati nel motomondiale
| 1995 | Classe | Moto   |  |  |  |  |  |  |  |  |  |     |  |  |  |  |  |  | Punti | Pos. |
| ---- | ------ | ------ |  |  |  |  |  |  |  |  |  | --- |  |  |  |  |  |  | ----- | ---- |
| 1995 | 125    | Yamaha |  |  |  |  |  |  |  |  |  | Rit |  |  |  |  |  |  | 0     |      |

| 1996 | Classe | Moto    |     |     |  |     |     |    |     |    |    |    |    |    |    |  |  |  | Punti | Pos. |
| ---- | ------ | ------- | --- | --- |  | --- | --- | -- | --- | -- | -- | -- | -- | -- | -- |  |  |  | ----- | ---- |
| 1996 | 125    | Aprilia | Rit | Rit |  | Rit | Rit | 20 | Rit | 22 | 21 | 21 | 21 | 19 | 16 |  |  |  | 0     |      |

| 1997 | Classe | Moto    |    |    |    |    |    |    |    |    |    |     |    |     |     |    |    |  | Punti | Pos. |
| ---- | ------ | ------- | -- | -- | -- | -- | -- | -- | -- | -- | -- | --- | -- | --- | --- | -- | -- |  | ----- | ---- |
| 1997 | 125    | Aprilia | 19 | 22 | 24 | 23 | 16 | 15 | 16 | 14 | 11 | Rit | 19 | Rit | Rit | 16 | 17 |  | 8     | 26º  |

| 1998 | Classe | Moto    |    |   |    |     |     |   |    |    |    |    |     |    |    |     |  |  | Punti | Pos. |
| ---- | ------ | ------- | -- | - | -- | --- | --- | - | -- | -- | -- | -- | --- | -- | -- | --- |  |  | ----- | ---- |
| 1998 | 125    | Aprilia | 13 | 8 | 13 | Rit | Rit | 6 | 17 | 12 | 10 | 12 | Rit | 18 | 13 | Rit |  |  | 41    | 19º  |

| 1999 | Classe | Moto  |    |    |    |    |    |     |    |    |    |    |     |    |    |    |    |     | Punti | Pos. |
| ---- | ------ | ----- | -- | -- | -- | -- | -- | --- | -- | -- | -- | -- | --- | -- | -- | -- | -- | --- | ----- | ---- |
| 1999 | 125    | Honda | 14 | 11 | 16 | 12 | 17 | Rit | NP | 17 | 20 | 16 | Rit | 15 | 18 | 13 | 15 | Rit | 16    | 22º  |

| 2000 | Classe | Moto  |    |    |     |    |    |    |   |    |   |   |     |   |    |    |    |    | Punti | Pos. |
| ---- | ------ | ----- | -- | -- | --- | -- | -- | -- | - | -- | - | - | --- | - | -- | -- | -- | -- | ----- | ---- |
| 2000 | 125    | Honda | 13 | 12 | Rit | 11 | 16 | 16 | 9 | 10 | 9 | 9 | Rit | 9 | 17 | NP | 10 | 11 | 57    | 15º  |

| 2001 | Classe | Moto  |    |   |   |    |   |    |     |     |    |    |     |    |    |    |     |     | Punti | Pos. |
| ---- | ------ | ----- | -- | - | - | -- | - | -- | --- | --- | -- | -- | --- | -- | -- | -- | --- | --- | ----- | ---- |
| 2001 | 125    | Honda | 11 | 5 | 5 | 10 | 6 | 12 | Rit | Rit | 13 | 19 | Rit | 16 | 13 | 13 | Rit | Rit | 56    | 16º  |

| Legenda | 1º posto        | 2º posto            | 3º posto            | A punti      | Senza punti        | Grassetto – Pole position Corsivo – Giro più veloce |
| Legenda | Gara non valida | Non qual./Non part. | Ritirato/Non class. | Squalificato | '-' Dato non disp. | Grassetto – Pole position Corsivo – Giro più veloce |